# Tephrina submarcata
Tephrina submarcata är en fjärilsart som beskrevs av William Schaus 1898. Tephrina submarcata ingår i släktet Tephrina och familjen mätare. Inga underarter finns listade i Catalogue of Life.